# ألفرد الكسندر فريمان
ألفرد الكسندر فريمان (بالإنجليزية: Alfred Alexander Freeman)‏ هو قاضي ودبلوماسي وسياسي أمريكي، ولد في 7 فبراير 1838 في مقاطعة هايوود في الولايات المتحدة، وتوفي في 27 مارس 1926 في فيكتوريا في كندا. حزبياً، نشط في الحزب الجمهوري. وقد انتخب عضو مجلس نواب تينيسي.